# Texas Southern Tigers

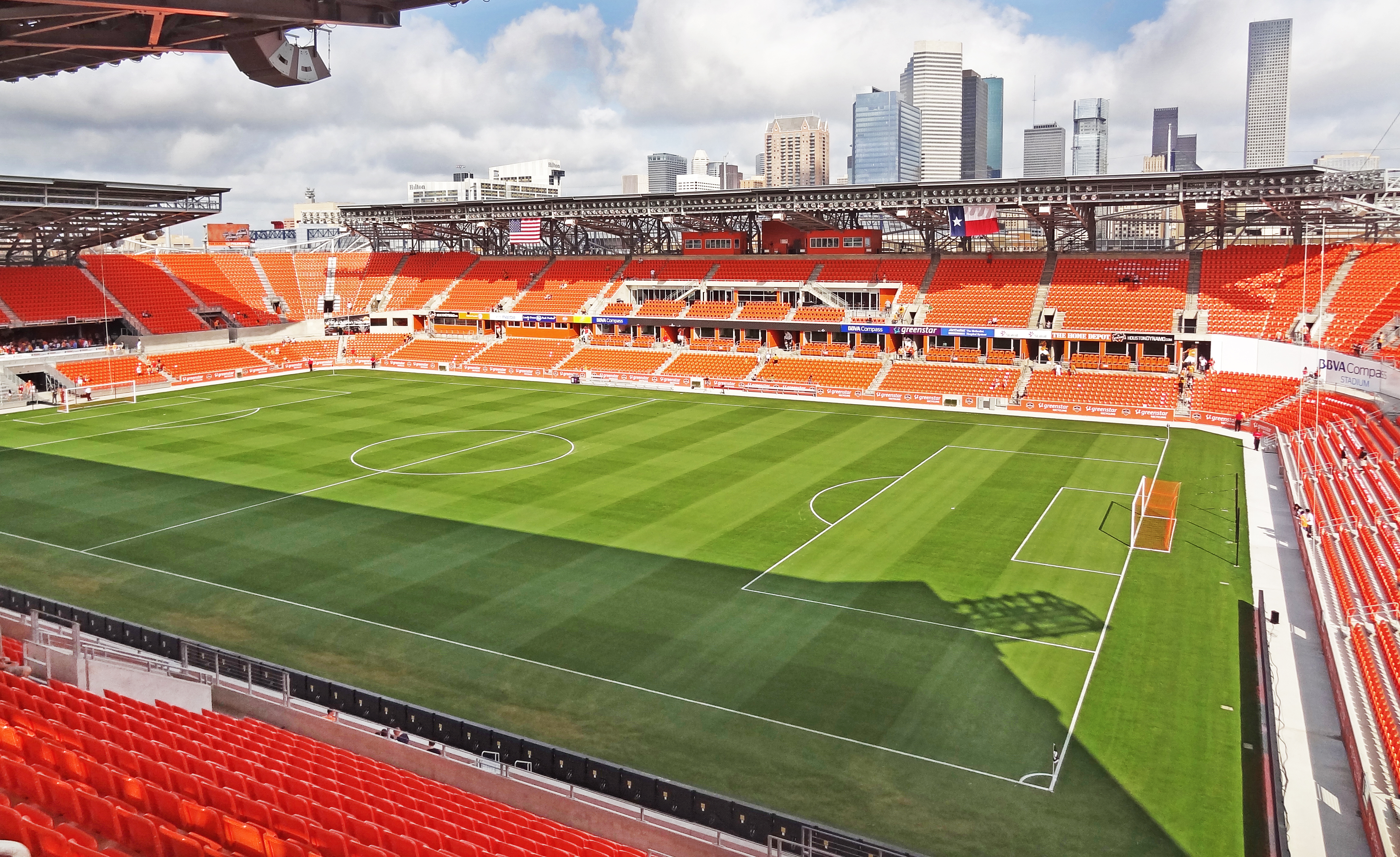
BBVA Compass Stadium

Texas Southern (español: Tigres de Texas Southern) es el equipo deportivo de la Universidad del Sur de Texas, situada en Houston, Texas. Los equipos de los Tigers participan en las competiciones universitarias organizadas por la NCAA, y forman parte de la Southwestern Athletic Conference. A los equipos femeninos se les denomina Lady Tigers.

## Programa deportivo
Los Tigers participan en las siguientes modalidades deportivas:
| - Masculino - Béisbol - Baloncesto - Fútbol americano - Golf - Atletismo | - Femenino - Baloncesto - Golf - Tenis - Fútbol - Softball - Voleibol - Atletismo - Bolos |

### Baloncesto
En una única ocasión han llegado los Tigers al torneo de la NCAA, en el año 2003, sin conseguir pasar de primera ronda. 4 de sus jugadores han llegado a la NBA, destacando Woody Sauldsberry, Rookie del Año en 1958.